# ロバート・シェラード (第4代ハーバラ伯爵)
第4代ハーバラ伯爵ロバート・シェラード（英語: Robert Sherard, 4th Earl of Harborough、1719年10月21日 – 1799年4月21日）は、イギリスの貴族、聖職者。

## 生涯
第2代ハーバラ伯爵フィリップ・シェラードとアン・ペッドリー（Anne Pedley、1750年2月16日没、ニコラス・ペッドリーの娘）の三男として、1719年10月21日に生まれた。1737年12月13日にオックスフォード大学クライスト・チャーチに入学、1740年にマートン・カレッジからB.A.の学位を授与され、1743年にM.A.の学位を授与された。
1743年から1773年までハンティンドンシャーのウィストー（Wistow）とラトランドのテイの教区牧師を務めた。
1770年2月23日に兄ベネットが死去すると、ハーバラ伯爵の爵位を継承した。
1799年4月21日に死去、ステイプルフォードで埋葬された。息子フィリップが爵位を継承した。

## 家族
1762年5月17日、キャサリン・ハースト（Catharine Hearst、1765年2月5日没、エドワード・ハーストの長女）と結婚したが、2人の間に子供はいなかった。
1767年1月10日、ジェーン・リーヴ（Jane Reeve、1770年11月9日没、ウィリアム・リーヴの娘）と再婚、1男1女を儲けた。
- フィリップ（1767年 – 1807年） - 第5代ハーバラ伯爵、子供あり
- ルーシー（1858年3月27日没） - 1791年6月3日、第7代準男爵サー・トマス・ケイヴ（英語版）（1792年没）と結婚、子供なし。1798年8月20日、フィリップ・ブーヴェリー（Philip Bouverie、初代フォルクストーン子爵ジェイコブ・ブーヴェリーの末男）と再婚、子供あり[4]

1772年5月25日、ドロシー・ロバーツ（Dorothy Roberts、1781年11月5日没、ウィリアム・ロバーツの娘）と再婚、1女を儲けた。
- ドロシア・ソフィア（Dorothea Sophia）[4]